# Oncidium insigne
Oncidium insigne là một loài thực vật có hoa trong họ Lan. Loài này được (Rolfe) Christenson mô tả khoa học đầu tiên năm 2002.

## Hình ảnh

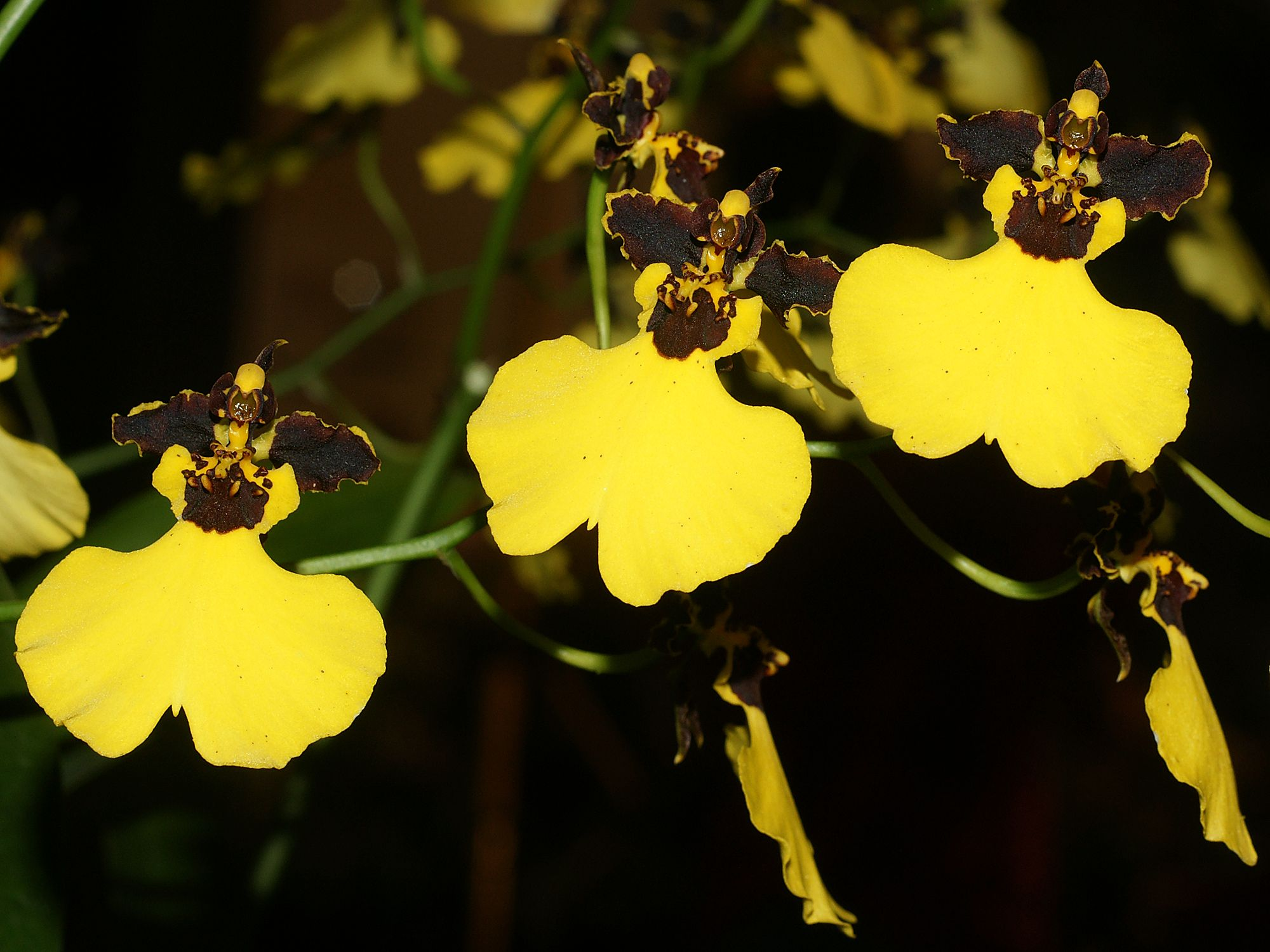